# Paramelomys gressitti
Paramelomys gressitti  (Menzies, 1996) è un roditore della famiglia dei Muridi endemico della Nuova Guinea.

## Descrizione

### Dimensioni
Roditore di piccole dimensioni, con la lunghezza della testa e del corpo tra 135 e 162 mm e la lunghezza del piede tra 30 e 34 mm.

### Aspetto
La pelliccia è soffice, densa e lanosa. Le parti superiori sono bruno-grigiastre con dei riflessi rossastri, i fianchi sono più chiari, le guance sono giallo-brunastre, mentre le parti ventrali sono giallo-brunastre, con la base dei peli grigia. Il dorso delle zampe è chiaro. La coda è più corta della testa e del corpo. scura sopra, più chiara sotto ed è rivestita da anelli di scaglie, ognuna corredata da 3 peli.

## Biologia

### Comportamento
È una specie terricola.

## Distribuzione e habitat
Questa specie è diffusa in due regioni montane della Provincia di Morobe, nella Papua Nuova Guinea.
Vive nelle foreste tropicali umide medio-montane tra 2.300 e 2.400 metri di altitudine.

## Conservazione
La IUCN Red List, considerato l'areale limitato e il continuo declino nell'estensione e nella qualità del proprio habitat, classifica P.gressitti come specie in pericolo (EN).